# Реакция серебряного зеркала

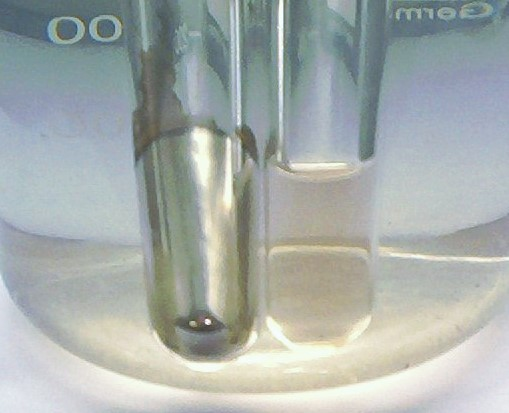
Реакция серебряного зеркала для альдегидов: слева — положительная, справа — отрицательная

Реакция серебряного зеркала (лат. Speculum argentum reactionem) — это реакция восстановления серебра из аммиачного раствора оксида серебра (реактив Толленса). В водном растворе аммиака оксид серебра растворяется с образованием комплексного соединения — гидроксид диамминсеребра(I) [Ag(NH3)2]OH:
{\displaystyle {\mathsf {Ag_{2}O+4NH_{3}\cdot H_{2}O\rightleftarrows 2[Ag(NH_{3})_{2}]OH+3H_{2}O}}}
при добавлении к которому альдегида происходит окислительно-восстановительная реакция с образованием металлического серебра:
{\displaystyle {\mathsf {{\text{RCHO}}+2[Ag(NH_{3})_{2}]OH\ {\xrightarrow {\tau ^{o}C}}\ 2Ag\downarrow +{\text{RCOONH}}_{4}+3NH_{3}+H_{2}O}}}
Если реакция проводится в сосуде с чистыми и гладкими стенками, то серебро осаждается на них в виде тонкой плёнки, образуя зеркальную поверхность. При наличии малейших загрязнений серебро выделяется в виде серого рыхлого осадка.
Реакция «серебряного зеркала» может использоваться как качественная реакция на альдегиды. Так, реакцию «серебряного зеркала» можно использовать как отличительную между глюкозой и фруктозой. Глюкоза относится к альдозам (содержит альдегидную группу в открытой форме), а фруктоза — к кетозам (содержащие кетогруппу в закрытой форме). Поэтому глюкоза дает реакцию «серебряного зеркала», а фруктоза — нет. Но если в растворе присутствует щелочная среда, то кетозы изомеризуются в альдозы и также дают положительные пробы Фелинга.